# 제주특별자치도제주의료원
제주특별자치도제주의료원(濟州特別自治道濟州醫療院, Jeju Special Self-government Provincial Jeju Medical Center)은 제주특별자치도 제주시를 관할하는 제주특별자치도청 산하의 공공병원이다. 제주특별자치도 제주시 산천단남길 10에 있다.

## 연혁
- 1912년 8월 전라남도 제주자혜의원 설치
- 1927년 3월 전라남도립 제주병원으로 변경
- 1946년 7월 제주도립병원으로 변경
- 1976년 제주도립 제주병원으로 변경
- 1983년 지방공사제주도 제주의료원으로 변경
- 2006년 제주특별자치도 제주의료원으로 변경

## 진료과목
내과, 영상의학과, 가정의학과, 신경과, 정형외과, 재활의학과, 정신과, 한의과

## 같이 보기
- 병원